# Otto Lasanen
Otto Lasanen (Kuopio, Finlandia, 14 de abril de 1881-Asikkala, 25 de julio de 1958) fue un deportista  especialista en lucha grecorromana donde llegó a ser medallista de bronce olímpico en Estocolmo 1912.

## Carrera deportiva
En los Juegos Olímpicos de 1912 celebrados en Estocolmo ganó la medalla de bronce en lucha grecorromana estilo peso pluma, tras su compatriota el también finlandés Kaarlo Koskelo y el alemán Georg Gerstäcker (plata).